# Educação de jovens e adultos (Brasil)
Educação de jovens e adultos (EJA) é a modalidade de ensino nas etapas dos ensinos fundamental e médio da rede escolar pública brasileira e adotada por algumas redes particulares que recebe os jovens e adultos que não completaram os anos da educação básica em idade apropriada por qualquer motivo (entre os quais é frequente a menção da necessidade de trabalho e participação na renda familiar desde a infância). O programa é dividido em etapas, que abrange do ensino fundamental ao médio sendo que a EJA no ensino fundamental destina-se a jovens a partir de 15 anos e a  do Ensino Médio, incluem alunos maiores de 18 anos, tendo o prazo máximo para conclusão  de 2 anos para o fundamental, e de 18 meses para o médio. Além da modalidade presencial a EJA disponibiliza o curso online com certificado, possibilitando ao aluno estudar aonde estiver, e no horário mais adequado a sua rotina.
A partir do entendimento de que a modalidade EJA perpassa as etapas e se caracteriza por atender pessoas jovens, adultas e idosas que não tiveram acesso ou não concluíram o processo de escolarização da Educação Básica, defende-se que a BNCC é o documento base para a organização do currículo, evitando-se, assim, correr o risco de deixar os estudantes da EJA à margem ou sem condições de se profissionalizar ou, ainda, dar continuidade aos estudos, no Ensino Superior.
Nesse sentido, a relação entre a BNCC e o currículo deve permitir que professor e estudante se sintam seguros sobre o processo de ensino e aprendizagem, de modo que comtemplem a diversidade do sujeito social da EJAI, levando em consideração as especificidades de atendimento da modalidade e garantindo o direito à educação.
No Brasil, o campo consolidou-se com influência das ideias do educador Paulo Freire e em forte relação com o movimento de educação popular. O professor paranaense Anísio Alves da Silva é considerado o pioneiro nesta modalidade de ensino, pois no início de década de 1960, no antigo miniginásio (atual Liceu Mário de Andrade, em Londrina), implantou um curso rápido e preparatório para o Exame de Madureza e a ideia foi ampliada para o ensino geral de pessoas que tinham desistido do ensino regular.
O segmento é regulamentado pelo artigo 37 da Lei de Diretrizes e Bases da educação (a LDB, ou lei nº 9394. de 20 de Dezembro de 1996). É um dos segmentos da educação básica que recebem repasse de verbas do Fundeb.
A partir de 2002, o governo federal criou o Exame Nacional para Certificação de Competências de Jovens e Adultos (Encceja), por meio do qual pode, mediante convênio com estados e municípios, substituí-los na realização de exames supletivos .Criada pelo Decreto Presidencial nº 4.834/2003  para tratar exclusivamente da alfabetização de jovens e adultos, a Comissão Nacional de Alfabetização e Educação de Jovens e Adultos (Cnaeja) teve seu âmbito e composição ampliados pelo Decreto nº 5.475, de junho 2004, reafirmados pelo Decreto nº 6.093, de abril de 2007. Sua composição recente foi estabelecida pela Portaria nº 1.285, de dezembro de 2013. É formada por 17 membros, sendo quatro representantes dos governos federal (Secad e SEB/MEC), estaduais (Conselho Nacional de Secretários de Educação) e municipais (União Nacional dos Dirigentes Municipais de Educação); um representante da UNESCO e um das instituições de ensino superior; e dez representantes da sociedade civil (fóruns de EJA, movimentos de alfabetização, trabalhadores da educação, movimentos sociais do campo, de indígenas, afrodescendentes e juvenis, bem como organizações não governamentais dedicadas a questões da educação e do meio ambiente.

## Papel do Professor
O papel do professor na Educação de Jovens e Adultos deve ocorrer de modo dialógico, no qual o educador construa o conhecimento, por meio, das percepções e compreensões do mundo que advém dos seus alunos, ou seja, conhecimentos que os educandos apreendem no seu cotidiano, trazendo praticidade e dinamismo as aulas.
Desse modo, a preocupação do educador na EJA não deve ser focado na dominação dos conteúdos tradicionais, mas sim nos conhecimentos que trazem significação ao cotidiano do aluno, evitando que os saberes sejam ensinados da mesma forma que para crianças. Com base nesse pensamento, Paulo Freire argumenta: "A asa é da ave. Eva viu a uva, o galo canta, o cachorro ladra, são contextos linguísticos que, mecanicamente memorizados e repetidos, esvaziados de seu conteúdo enquanto pensamento-linguagem referido ao mundo, se transformam em meros clichês".

## Breve contextualização histórica
No Brasil Colônia, os religiosos católicos recém-chegados da Europa praticavam a ação educativa no Brasil de forma missionária. Ensinavam preceitos de comportamento e da economia colonial.
Com a expulsão dos jesuítas do Brasil (1759), somente no Império, em 1824, com a primeira Constituição brasileira, institui-se na letra da lei uma preocupação por parte do poder público em oferecer a educação primária e gratuita aos cidadãos livres, excetuando-se um grande contingente de escravos para o qual não só os direitos eram negados como a possibilidade de escolarização. Esse movimento Iluminista fixou-se de modo a inspirar a cultura jurídica agregando nas Constituições posteriores. Todavia, quanto à ação educativa pouco foi feito.
Na Primeira República (1889-1930), o primeiro avanço na oferta da educação pública ocorreu com a Constituição de 1891, quando a responsabilidade pública pelo ensino primário foi descentralizada para as Províncias e Municípios.
À União reservou-se o papel de “animador” dessa atividade, assumindo uma presença maior no ensino secundário e superior. Mais uma vez garantiu-se a formação das elites em detrimento de uma educação para as amplas camadas sociais marginalizadas, quando novamente as decisões relativas à oferta de ensino elementar ficaram dependentes da fragilidade financeira das Províncias e dos interesses das oligarquias regionais que as controlavam politicamente. (HADDAD; DI PIERRO, 2000, p. 109)
Essa nova Constituição excluía os analfabetos de algumas participações políticas, como o voto, cabe ressaltar que nesse momento a maioria da população adulta era iletrada,
Apesar do descompromisso da União em relação ao ensino elementar, o período da Primeira República se caracterizou pela grande quantidade de reformas educacionais que, de alguma maneira procuraram em princípio de normatização e preocuparam-se com o estado precário do ensino básico. Porém, tais preocupações pouco efeito prático produziram, uma que não havia dotação orçamentária que pudessem garantir que as propostas resultassem numa ação eficaz. O censo de 1920, realizado 30 anos após o estabelecimento da República no país, indicou que 72% da população acima de cinco anos permanecia analfabeta. (HADDAD; DI PIERRO, 2000, p. 109-110)
No Período da Ditadura de Vargas (1937-1945), ao final da década de 1940, a Educação de Jovens e Adultos se estabelece como uma questão de política nacional; em 1942 institui-se o Fundo Nacional do Ensino Primário que tem por objetivo um programa que amplie a educação primária e realize o Ensino Supletivo para os jovens e adultos.
Neste período, diversos programas de educação foram propostos, como por exemplo: a) Campanha de Educação de Adolescentes e Adultos – CEAA, iniciada em 1947 e estendida até o final da década de 1950; b) Campanha Nacional de Educação Rural (1952); c) Campanha Nacional de Erradicação do Analfabetismo (1958).
Para a EJA, esse período foi de grande relevância, à medida que, os esforços empreendidos durante as décadas de 1940 e 1950 fizeram cair os índices de analfabetismo das pessoas acima de cinco anos de idade para 46,7% no ano de 1960. Os níveis de escolarização da população brasileira permaneciam, no entanto, em patamares reduzidos quando comparadas à média dos países do primeiro mundo e mesmo de vários dos vizinhos latino-americanos. (HADDAD; DI PIERRO, 2000, p. 111).
Podemos atribuir para a primeira metade da década de 1960, do século passado, um período de luz para a Educação de Jovens e Adultos, pois, além de mais programas de educação voltados a essa modalidade, também houve uma reformulação no campo educacional com o que diz respeito ao reconhecimento e a exigência de se propor um tratamento especifico dos planos pedagógicos e didáticos. Agora, o cidadão deveria ter acesso aos diversos conhecimentos, o que acarretou na visibilidade da EJA como um instrumento de ação política, ou seja, finalmente, foi-lhe atribuída uma forte missão de resgate e valorização do saber popular, tornando a educação de adultos o motor de um movimento amplo de valorização da cultura popular. (HADDAD; DI PIERRO, 2000, p. 113).
Devido ao Golpe Militar, ocorrido em 1964, o qual perdurou até 1985, houve uma ruptura política em relação aos movimentos de educação e cultura popular, a repressão se estabelecia entre as camadas sociais e cada vez mais tinham ideais censurados.
No plano oficial, enquanto as ações repressivas ocorriam, alguns programas de caráter conservador foram consentidos ou mesmo incentivados, como a Cruzada de Ação Básica Cristã (ABC). Nascido no Recife, o programa ganhou caráter nacional, tentando ocupar os espaços deixados pelos movimentos de cultura popular. Dirigida por evangélicos norte-americanos, a Cruzada servia de maneira assistencialista aos interesses do regime militar, tornando-se praticamente um programa semi-oficial. A partir de 1968, porém, uma série de críticas à condução da Cruzada foi se acumulando e ela foi progressivamente se extinguindo nos vários estados entre os anos de 1970 e 1971. (HADDAD; DI PIERRO, 2000, p. 114).
A partir dessa questão, surge, [...] a necessidade de dar respostas a um direito de cidadania cada vez mais identificado como legítimo, mediante estratégias que atendessem também aos interesses hegemônicos do modelo socioeconômico implementado pelo regime militar.(HADDAD; DI PIERRO, 2000, p. 114).
A resposta para essa ação veio em 1967 com a criação do Movimento Brasileiro de Alfabetização (MOBRAL).
Criado pela Lei 5.379, de 15 de dezembro de 1967, o MOBRAL tinha por objetivo alcançar uma política educacional que compreendesse não somente os interesses das camadas marginalizadas do sistema escolar, mas também os objetivos políticos dos governos militares.
O MOBRAL foi implantado com três características básicas. A primeira delas foi o paralelismo em relação aos demais programas de educação. Seus recursos financeiros também independiam de verbas orçamentárias. A segunda característica foi a organização operacional descentralizada, através de Comissões Municipais espalhadas por quase todos os municípios brasileiros, e que se encarregaram de executar a campanha nas comunidades, promovendo-as, recrutando analfabetos, providenciando salas de aula, professores e monitores. Eram formadas pelos chamados “representantes” das comunidades, os setores sociais da municipalidade mais identificados com a estrutura do governo autoritário: as associações voluntárias de serviços, empresários e parte dos membros do clero. A terceira característica era a centralização de direção do processo educativo, através da Gerência Pedagógica do MOBRAL Central, encarregada da organização, da programação, da execução e da avaliação do processo educativo, como também do treinamento de pessoal para todas as fases, de acordo com as diretrizes que eram estabelecidas pela Secretaria Executiva. O planejamento e a produção de material didático foram entregues a empresas privadas que reuniram equipes pedagógicas para este fim e produziram um material de caráter nacional, apesar da conhecida diversidade de perfis linguísticos, ambientais e socioculturais das regiões brasileiras. (HADDAD; DI PIERRO, 2000, p. 115).
O Ensino Supletivo: como o próprio nome se refere, esse ensino tinha como intuito suprir a escolarização regular dos jovens e adultos que não haviam concluído seus estudos.
O Ensino Supletivo, por sua flexibilidade, seria a nova oportunidade dos que perderam a possibilidade de escolarização em outras épocas, ao mesmo tempo em que seria a chance de atualização para os que gostariam de acompanhar o movimento de modernização da nova sociedade que se implantava dentro da lógica de “Brasil Grande” da era Médici. (HADDAD; DI PIERRO, 2000, p. 118).
Com a intensificação dos movimentos de resistência e luta pela redemocratização da sociedade, a partir do autoritarismo e violência implementados pelo regime civil-militar implantado em 1964, novas possibilidades e formas de organização reivindicatórias vão se firmando na sociedade civil organizada em meio às lutas dos cidadãos comprometidos com a democracia e sua realização no contexto social e político mais amplos. Particularmente, com a anistia em 1979, muitos dos que foram exilados do país voltam, assumindo a bandeira da educação como primordial para a construção de uma sociedade democrática e plural.
Para a Educação de Jovens e Adultos, os acontecimentos do final da década de 1970 e a de 1980, exigindo-se uma nova Constituição (a de 1988) e a redemocratização do país contribuíram para a constar na pauta política e institucional a importância da educação, incluindo-se a EJA e sua expansão, uma educação que se estenda aos jovens e adultos que, por algum motivo, tiveram seus direitos aos estudos negados. A história é contínua e está em constante processo, sendo assim, cabe a permanente luta para que a educação seja um direito de fato conquistado.
No contexto dos anos 1990, a EJA toma um novo rumo, baseada, principalmente, na pressão decorrente de agumas lutas implementadas pela sociedade organizada e por acordos internacionais ligados à Educação (TAMAROZZI ; COSTA, 2009 p. 17).
As articulações entre as instituições representativas da sociedade civil e o próprio contexto dos anos 1990 favorecem a construção de instâncias de mobilização em âmbito nacional, como é o caso da Rede de Apoio à Ação Alfabetizadora do Brasil (RAAAB), e os Fóruns Estaduais de EJA. Outras discussões também passam a ganhar maior peso, como é o caso da Educação Continuada e da institucionalização do EJA nas redes públicas de ensino. Essas discussões vão criando espaço para que a EJA vá aos poucos deixando de ser marginal, extraoficial e comece a ocupar gradativamente um lugar nos espaços de mobilização política (TAMAROZZI ; COSTA, 2009 p. 17-18).
A partir do ano de 2003, foram criados alguns programas denominados como programas emergenciais, dentre eles o Programa Brasil Alfabetizado, lançado nesse mesmo ano por meio da Secretaria Extraordinária de Erradicação do Analfabetismo (CORTE, 2016).
Criou-se, em julho de 2004, no Ministério da Educação, a Secretaria de Educação Continuada, Alfabetização e Diversidade – SECAD, uma secretaria específica à EJA, na qual são elaboradas estruturas específicas para essa modalidade de ensino que deveriam ser desenvolvidas junto às Secretarias Estaduais e Municipais de todo o país. Em 2005, surgiu o Programa Nacional de Inclusão de Jovens (PROJOVEM) e o Programa Nacional de Integração da Educação Profissional à Educação Básica na Modalidade de Educação de Jovens e Adultos (PROEJA) (CORTE, 2016).
Com a aprovação do Fundo de Financiamento da Educação Básica – FUNDEB, em 2007, caracterizou um marco na institucionalização da EJA, uma vez que contribuiu para a inclusão desta modalidade na política de financiamento da educação, tendo uma garantia de recursos para Municípios e Estados que mantivessem ou ampliassem a oferta da EJA, o que não ocorria, anteriormente, com o FUNDEF, uma vez que a Emenda Constitucional nº 14/1996 que o instituiu suprimiu das Disposições Transitórias da Constituição Federal de 1988 o artigo que responsabilizava o governo por erradicar o analfabetismo e universalizar o Ensino Fundamental no prazo de dez anos. Contribuindo não apenas para o descaso com essa modalidade de ensino, mas também para o retrocesso das políticas (CORTE, 2016).  
Brasil que ingressa no século XXI está integrado cultural, tecnológica e economicamente a essas sociedades pós-industriais, e comporta dentro de si realidades tão desiguais que fazem com que as possibilidades e os desafios da educação permanente também estejam colocados para extensas parcelas de nossa população. O desafio maior, entretanto, será encontrar os caminhos para fazer convergir as metodologias e práticas da educação continuada em favor da superação de problemas do século XIX, como a universalização da alfabetização. (HADDAD; DI PIERRO, 2000, p. 128).

## Desafios da Educação de Jovens e Adultos
Aprender é uma ação de constante mudança, que ocorre durante toda a vida. Nesse sentido, a educação de jovens e adultos (EJA) se constrói como um espaço em que as histórias de vida e as aprendizagens informais dos alunos se apresentam com muito mais intensidade pela heterogeneidade de estudantes em uma sala de aula “em que não têm mais idade para estar”. Assim, a EJA contraria a institucionalização da aprendizagem, reforçando seu caráter informal e processual.
A Educação de Jovens e Adultos (EJA) ainda é vista por muitos como uma forma de alfabetizar quem não teve oportunidade de estudar na infância ou aqueles que, por algum motivo, tiveram de abandonar a escola durante o período de escolarização. Mas, felizmente, este conceito vem mudando cada vez mais. E este é um grande desafio da EJA: além do incluir o aluno e ampliar os seus conhecimentos, preparar o mesmo para o mercado de trabalho, pois sabemos que o grande valor da aprendizagem continua em todas as fases da vida, e não somente durante a infância e a juventude (GRIFANTE; BERTOTTI, 2013).
Encontramos também nessa trajetória de ensino e aprendizagem, o desafio da participação, do envolvimento, da inclusão e da equidade frente a nossa vasta diversidade cultural, pela qual precisamos trabalhar diante do conceito de transformação: precisamos aprender a ser, a viver juntos, a fazer e a conhecer; só assim poderemos dizer que incluímos e somos incluídos  (GRIFANTE; BERTOTTI, 2013).
A partir dessa perspectiva de acessibilidade e inclusão, é possível destacar ainda, segundo o estudo de caso de Azambuja e Rozek, que para o professor da modalidade EJA, ainda não existem muitos caminhos ou espaços para se compreender e incluir as subjetividades destes que estão compondo o processo de ensino e aprendizagem, tornando-os passivos e receptores dentro de um sistema mecânico, que enfrenta dificuldades para gerar identificação com este sujeito e ainda o invisibiliza em sua subjetividade. 
Para o Ministério da Educação (MEC), os números refletem a taxa de insucesso dos anos finais do Fundamental e Ensino Médio. Do total de matriculados na EJA, 2,17 milhões tentam completar o Ensino Fundamental, enquanto 1,42 milhão estão em busca do diploma do Ensino Médio. "Há um analfabetismo jovem. É inaceitável que pessoas nascidas no final da década de 1990, que tiveram oportunidade de acesso à Educação, componham esse percentual tão alto", disse Maria Helena Guimarães, secretária-executiva do MEC.
As ações alfabetizadoras de adultos que, até então, tendiam, de modo geral, a reproduzir um modelo presente nas cartilhas de alfabetização, no qual  trabalhavam com frases e palavras isoladas, fora de um contexto real, entre outras coisas, a produção de sentido pelo aluns, foram, gradativamente, cedendo espaço para uma ação alfabetizadora mais próxima das novas concepções de ensino-aprendizagem da língua escrita (PEREIRA, 2017).
Na busca de fazer uma alfabetização de adultos que leve, efetivamente, ao domínio da linguagem escrita e não só das tecnologias e buscando inserir, de modo mais completo, o jovem e o adulto no mundo da escrita, as experiências tomam consistências diferentes e vão construindo novos paradigmas  (PEREIRA, 2017).
Pereira (2017) afirma que o desafio colocado para a alfabetização seria propiciar uma inserção plena dos sujeitos no mundo da escrita; daí a necessidade das práticas de alfabetização enfatizarem seus usos e não apenas a decodificação.
Garcia et al (2013) destaca outros desafios, questões relativas ao processo de planejamento e gestão do ensino, à falta de recursos didáticos, à formação continuada dos professores, à relação entre teoria e prática, à articulação e aplicação de um currículo adequado, à insegurança demonstrada por grande parte dos alunos quando retornam à escola, às dificuldades na compreensão e domínio da leitura e escrita, no saber matemático, em questões relativas à natureza e sociedade, na pertinência das avaliações aplicadas e nas questões de gênero.

## Controvérsia
Em 23 de fevereiro de 2025, a reportagem do Fantástico da Globo mostrou que o relatório da Controladoria Geral da União (CGU) apontou possíveis irregularidades e fraudes na EJA em 35 cidades de 13 estados brasileiros. O procurador regional da República, Juraci Guimarães, disse que a maioria dos municípios começam a inserir informações falsas no censo escolar para receber irregularmente recursos do Fundeb a partir da pandemia.